# Richard Kellett
El Comodor de l'Aire Richard Kellet CBE DFC AFC MiD RAF (24 d'octubre de 1905 – 10 d'abril de 1990), comandant del 149è Esquadró de la RAF, que comandà l'atac sobre la badia de Helgoland, el primer combat aeri de la Segona Guerra Mundial que es considera una batalla. Capturat després d'un atac sobre Tobruk el 1942, passà la resta del conflicte com a presoner de guerra al Stalag Luft III.

## Biografia
Després d'abandonar Bedford School, Richard Kellet ingressà a la Royal Air Force el 1923 com a cadet a l'Esquadró A del RAF College, obtenint el despatx d'oficial pilot el 30 de juliol de 1925 i sent destinat al 3r Esquadró a Woodcock/Gamecock (Upavon). El 30 de setembre de 1927 va ser nomenat oficial de senyals al 84è Esquadró, destinat a Wapiti, Iraq; passant el 15 de gener de 1929 al 30è Esquadró, també a Iraq.
El 5 d'agost de 1930 inicià un curs d'enginyeria aeronàutica al Home Aircraft Depot; sent destinat el 4 d'octubre de 1932 com a oficial enginyer al Aircraft Depot, Iraq. El 22 d'octubre de 1934 va ser destinat a l'estat major del Quarter General de la RAF a Iraq; i l'1 de novembre de 1935, va ser destinat com a Comandant de Vol al 32è Esquadró a Bulldog/Gauntlet. El 1937 va comandar entre juny i novembre el 148è Esquadró a Wellesley (Scampton), passant a ser comandant de vol de la Unitat de Desenvolupament de Llarg Abast. Mentre servia en aquesta unitat, va batre el rècord en volar sense aturar-se amb un Vickers Wellesley des d'Ismaïlia (Egipte) fins a Darwin (Austràlia), a una distància d'11.520 km. en 48 hores entre el 5 i el 7 de novembre de 1938. El 27 de març de 1939 va ser nomenat oficial d'estat major del grup d'enginyeria al Quarter General del Grup 3.
En començar la guerra, Kellet era comandant del 149è Esquadró, participant en la batalla de la Badia de Helgoland, el primer combat aeri de la guerra considerat com una batalla; sent condecorat amb la Creu dels Vols Distingits. Va ser l'oficial en cap de l'estat major (SASI) del Grup 205, fins al 1942, en què va ser destinat al 37è Esquadró, llavors al nord d'Àfrica. El 13 de setembre de 1942 participà en un atac sobre Tobruk, però al viatge de tornada va haver de fer un aterratge d'emergència, i el 20 de setembre va ser fet presoner i passà la resta de la guerra al Stalag Luft III.
Després de la guerra va ser retirat del servei a la Força Aèria per motius mèdics.
Va morir el 3 de gener de 1990 a Hastings and Rother,  East Sussex.

## Dates de promoció
- Oficial Pilot – 30 de juliol de 1925
- Oficial de Vol – 30 de gener de 1927
- Tinent de Vol – 5 de novembre de 1930
- Cap d'Esquadró – 1 d'abril de 1937
- Comandant d'Ala – en funcions: 1 de març de 1940 (oficialment 1 d'octubre de 1941)
- Capità de Grup – en funcions: 1 de març de 1942
- Comodor de l'Aire

## Condecoracions
- Comandant de l'Imperi Britànic – 1 de gener de 1943
- Creu dels Vols Distingits – 16 de gener de 1940
- Creu de la Força Aèria – 28 d'abril de 1939
- Menció als Despatxos – 7 de gener de 1947
- Estrella de 1939-45
- Estrella de les Tripulacions Aèries d'Europa
- Estrella d'Àfrica
- Medalla de la Guerra 1939-1945